# Kaka

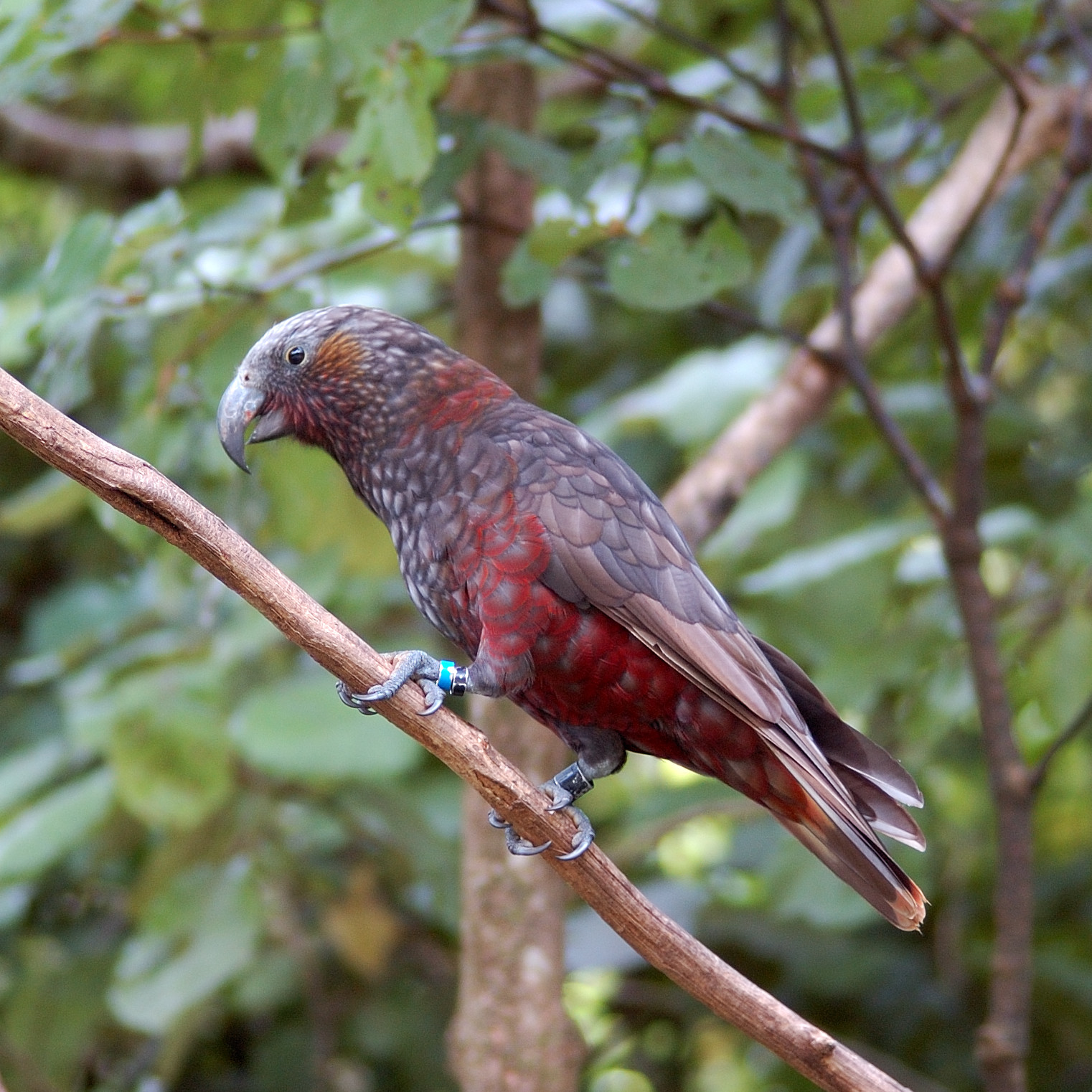
Kaka in Wellington

Der Kaka oder Waldpapagei (Nestor meridionalis) ist neben dem Kea (Nestor notabilis) die zweite heute noch lebende Art der Nestorpapageien,
die in Neuseeland vorkommen. Eine dritte Art, der Dünnschnabelnestor, lebte bis Mitte des 19. Jahrhunderts auf den Norfolkinseln nördlich und nordöstlich davon.

## Merkmale
Der Kaka ist ein Papagei von etwa 40 cm Länge. Bei der Farbe des Gefieders herrschen am Nacken, am Rücken, auf der Brust und auf der Oberseite der Flügel Brauntöne vor. Der Bauch, die Unterseite der Flügel und ein Band zwischen Nacken und Rücken sind rötlich, Stirn und Oberkopf grau-weiß gefärbt.
Beim Männchen ist der Schnabel stärker gekrümmt als beim Weibchen.

## Verbreitung
Er bewohnt die Wälder Neuseelands, im Sommer die Höhen von 450 bis 850 m, im Winter kommen sie von den flachen Küstenbereichen bis zu den Höhen von 550 m vor, werden gelegentlich jedoch auch in Höhen bis zu 1500 m sowie in Gärten und Parks beobachtet. Auf der Südinsel kommt die Unterart N. meridionalis meridionalis vor, auf der Nordinsel N. meridionalis septentrionalis. Beide Unterarten sind bedroht.
Auf den Chatham-Inseln ist er ausgerottet.

## Lebensweise
Der Kaka lebt vorwiegend im Wald, aber auch Buschwerk, Parks und Gärten werden von ihm aufgesucht. Er benötigt Bäume als Sitzplatz. Kakas sind äußerst geschickte Kletterer, wobei sie durchaus kopfüber an einem Ast hängend Nahrung aufnehmen können, und nutzen ihren Schnabel als dritten Fuß. Durch die in ihrem Kopfgefieder aufgenommenen Pollen sorgen die Vögel auch für eine Bestäubung anderer Pflanzen.
Außer während der Brutzeit lebt er in kleineren Gruppen von bis zehn Exemplaren zusammen. Normalerweise ist dieser Vogel in der Morgen- und Abenddämmerung und hellen Nächten aktiv. Innerartliches Aggressionsverhalten (z. B. bei Nahrungsknappheit) äußert sich in Knurren, Kreischen und/oder einem Aufstellen der Flügel verbunden mit Schnabelschlagen. Ansonsten können Kakas auch melodisch pfeifen und trillern; regionale Populationen der Art verfügen auch über die Fähigkeit zu unterschiedlichen Dialekten.

### Ernährung
Der Kaka ernährt sich von Früchten, Samen, Knospen, Insekten und deren Larven und Puppen, aber auch von Blüten-Nektar und Trieben. Ein wichtiger Bestandteil seiner Nahrung sind die Sekrete (Honigtau) einer in der Rinde von Bäumen lebenden Schildlaus und bei der Aufzucht der Jungen der Samen der Südbuche. Diese unübliche Nahrung ist neben der Einengung der Lebensräume mit auch ein Grund für die Bedrohung der Art.

### Brutzyklus
Nicht regelmäßig jedes Jahr, sondern etwa alle zwei bis vier Jahre findet bei den Kakas eine Paarung, die darauf folgende Eiablage, die 21 Tage dauernde Brut und anschließende Aufzucht der 4–5 Jungen (von denen meist aber nur 2 überleben) statt. Zunächst dachte man, dass dieser unregelmäßige Brutzyklus allein vom wechselnden Angebot des energiespendenden Honigtaus abhängen würde. Später haben Forscher jedoch die in erster Linie direkte Abhängigkeit vom Fruchtzyklus der Südbuche festgestellt. In den Jahren, in denen diese Bäume besonders viele Samen entwickeln und daher ein großes Futterangebot für die Kakas und ihre Jungen gewährleistet ist, kommt es auch regelmäßig zur Brut.
Vermutlich leben die Vögel auch außerhalb der Brutzeit überwiegend monogam. Während der Balz präsentiert das Männchen seine leuchtenden Flügelunterseiten, fächert die Schwanzfedern und bewegt den Kopf vertikal. Durch Sitzhaltung und seitlich weggedrehte Schwanzfedern signalisiert das Weibchen seine Paarungsbereitschaft, woraufhin das Männchen sich mit gespreizten Flügeln auf dem Rücken der Partnerin festhält.
Kakas brüten in Baumhöhlen, selten auch in Felsspalten oder einem Kiwibau. Der Kaka benutzt einmal gewählte Baumhöhlen über mehrere Bruten hinweg. Der Boden wird mit abgeknabberten Holzspänen bedeckt. Meist brütet das Weibchen, nur hin und wieder löst das Männchen, das in dieser Zeit der Partnerin Futter bringt, es ab.
Mit etwa 10 Wochen sind die Jungen flügge und verlassen das Nest.

## Nutzung
Die Māori jagen die Papageien wegen ihres Fleisches und stellen aus ihren roten Federn Mäntel für Zeremonien her.

## Gefährdung
Die explosionsartige Vermehrung eingeschleppter europäischer Wespen-Arten (jetzt die Gemeine Wespe), die ebenfalls vom energiereichen Honigtau der Schildläuse sowie von Insekten leben, hat die Nahrungsgrundlage der Kakas derart verknappt, dass sie auf Dauer in ihrem Bestand ernsthaft gefährdet sind, sollte es nicht gelingen, den Bestand der Gemeinen Wespen entscheidend zu reduzieren.
Durch die Einschleppung des in Neuseeland ursprünglich nicht beheimateten Wiesels ist der Kaka noch stärker gefährdet, da diesen Räubern in einem Brutzyklus viele in Baumhöhlen brütende Kakaweibchen regelmäßig zum Opfer fallen. Im Nationalpark Eglinton-Tal auf der neuseeländischen Südinsel, wo Kakas mit Sendern versehen wurden, konnte 2008 anhand dieser Daten und Berechnungen in einer Studie nachgewiesen werden, dass Kakas nur eine Überlebenschance haben, wenn auch weiterhin dieselbe Zahl an Hermelinfallen wie seit Beginn der 1990er Jahre aufgestellt wird.
Die Welterstzucht des Kaka gelang erst 1969 im Zoo Auckland in Neuseeland. Außerhalb Neuseelands werden Kakas nur in der Stuttgarter Wilhelma gehalten. Zwischen 1985 und 1995 importierte der Zoo fünf Tiere. 2003 kam es zur erfolgreichen Zucht. Ein aus diesem Schlupf stammendes Tier ist gegenwärtig (Anfang 2024) das einzige noch in Stuttgart lebende Exemplar. Bemühungen des Zoos, ein weiteres Tier zu erhalten, blieben bislang ohne Erfolg.